# Moneda urgellesa
La moneda urgellesa o moneda urgellenca també anomenada "agramuntesa" a seques, fou una moneda pròpia del comtat d'Urgell, que va circular des del segle xii fins al segle xv. També era anomenada agramuntesa perquè s'encunyava sobretot a la ciutat d'Agramunt, tot i que probablement també es va encunyar a Balaguer. Va néixer segurament en temps d'Ermengol V, ja que la referència més antiga d'aquesta moneda data del 1099.
La moneda urgellesa tingué llei de 4 diners (un quatern), valor que es mantingué fins als temps d'Ermengol X o Pere II d'Urgell, després del qual sembla que minvà. Les del comte Pere foren encunyades a Agramunt i a Barcelona. Valia el mateix que els diners aragonesos, els quals circularen per Lleida i Tortosa fins al segle xvi), i inicialment també tenien el mateix valor que els barcelonesos.
A l'anvers d'aquesta moneda hi figurava un bàcul de bisbe, senyal que probablement els bisbes d'Urgell cobraven també alguns drets de l'encunyació de l'agramuntesa.

## Vida de la moneda agramuntesa
La tercera moneda de curs general vigent en algun territori del Principat de Catalunya era l'agramuntesa o moneda urgellenca, pròpia del comtat d'Urgell.
D'entrada cal advertir que la fabricació i circulació d'aquest tipus de moneda eren força limitades quantitativament, de resultes de la reduïda extensió del comtat. Quan parlem de la moneda agramuntesa ho hem de fer considerant-la efectivament una moneda de curs general, però alhora complementària, dins del seu propi territori, de les poderoses monedes reials barcelonina i jaquesa. Precisament, com a prova d'aquesta complementarietat, la moneda urgellesa es va equiparar, tant en les característiques metrològiques com en el valor circulatori, amb una de les dues monedes d'abast reial. El primer model fou el de la moneda jaquesa. Això implicava que, de facto, la moneda jaquesa va esdevenir moneda cooficial del comtat d'Urgell en aquella època. Més endavant, ja ben entrat el segle xiv, la moneda agramuntina es deuria equiparar a la barcelonina, però d'això no en tenim proves documentals. Anna Maria Balaguer va proposar que els diners atribuïts als comtes Ermengol X i a Pere II havien de ser de llei quaternal de resultes d'unes anàlisis fetes al laboratori del Museu Britànic. Segons Balaguer, la diferència d'aquestes emissions amb les efectuades a Barcelona amb llei ternal es compensaria per un pes inferior dels agramuntesos, de manera que, a la pràctica, barcelonins i agramuntesos tindrien un valor equivalent.
En qualsevol cas, la producció monetària pròpia del comtat fou sempre molt reduïda en comparació amb la dels seus poderosos veïns reials. La darrera emissió de diners agramuntesos va tenir lloc l'any 1374, amb l'actuació d'argenters barcelonins, durant el govern del comte Pere II d'Aragó, nebot de Pere el Cerimoniós. L'evolució territorial del comtat d'Urgell es complexa: partint d'un nucli inicial bastit a partir del territori de l'actual de la Seu d'Urgell, el comtat s'anà expandint cap al sud i sud-oest fins a arribar a tocar de Lleida. A canvi d'aquest eixamplament cap al sud, els territoris originaris del nord s'anaren distanciant del poder comtal. El bisbe de la Seu i, sobretot, el poder vescomtal dels Caboet, vinculats des del 1208 a la casa comtal de Foix, van convertir el poder del comte, en aquests territoris septentrionals,166 en més simbòlic que real. L'any 1256, el comte Àlvar renuncià a favor dels comtes de Foix dels drets sobre les terres situades al nord d'Oliana. Entre els segles xiii i xiv, el comtat anà perdent territori a l'oest en benefici de Pallars (Conca Dellà) i, sobretot, a l'est, en benefici dels vescomtes de Cardona (vall de Lord, Solsona). També al sud, Jaume II consolidà com a propi un territori, enclavat dins el comtat, que amplià la primitiva possessió de Camarasa i Cubells amb l'obtenció d'Alòs i de la vall de Meià; es tracta del que, a partir de 1330, serà anomenat les “terres del Marquesat”, per formar part de la dotació del marquesat de Tortosa en ser aquest creat per bastir les rendes de l'infant Ferran. Excepte en els territoris perduts més orientals, on es va introduir la moneda barcelonina (actuals territoris del Solsonès i Berguedà), la resta de territoris va continuar utilitzant la moneda jaquesa com a moneda oficial. En canvi, l'ús de la moneda agramuntesa es va reduir, a finals del segle xiii, a l'estricte territori on els comtes d'Urgell exercien la sobirania. Aquests territoris comprenien la vegueria d'Urgell (Agramunt); les procuracions de Ponts, Montmagastre, Puigverd, Oliola, i Àger; les batllies de Balaguer, Castelló i Albesa; i la sotsvegeueria de Linyola. Cal dir que algunes parts d'aquests territoris estaven sotmeses, des del segle xi, a jurisdiccions alienes al poder comtal, especialment destacables en el cas de Guissona i Sanaüja. En aquests casos pressuposo que la circulació de la moneda agramuntesa hi era considerada oficial però, en canvi, també considero que aquestes poblacions difícilment podrien haver estat objecte de concessions monetàries comtals, com sí que ho van ser (i tot seguit exposaré) altres poblacions del comtat. Flocel Sabaté assenyala que des del segle xiii es comprova l'existència d'un concepte regional o comarcal de l'Urgell que depassà les fronteres jurisdiccionals del comtat, fruit d'una “percepció popular, basada en el paisatge i no pas en les segmentacions jurisdiccionals i eclesiàstiques”. En aquesta comarca d'Urgell, merament geogràfica, s'hi encabeixen pobles i viles reials, com Tàrrega, Cervera, Mollerussa, Anglesola o Montmaneu, que mai van estar sota la sobirania del comte d'Urgell. Malgrat que actualment aquesta concepció persisteix, també en les denominacions oficials de les comarques catalanes, el cert és que no podem considerar cap d'aquestes poblacions exteriors al comtat com a integrants de l'àrea d'influència de la moneda agramuntesa o jaquesa, ni tampoc com a possibles poblacions emissores de moneda local d'aquest període.